# Лавы (Брянская область)
Лавы — деревня в Унечском районе Брянской области в составе Найтоповичского сельского поселения.

## География
Находится в центральной части Брянской области на расстоянии приблизительно 8 км на юго-запад по прямой от районного центра города Унеча на правом берегу реки Унеча.

## История
Упоминалась с начала XVIII века в составе Почепской сотни Стародубского полка как чисто казацкое поселе¬ние. В середине XX века работал колхоз «Красный Городец». В 1859 году здесь (хутор Стародубского уезда Черниговской губернии) учтен был 1 двор, в 1892—26.

## Население
Численность населения: 84 человека (1859 год), 180 (1892), 290 (1926), 11 человек (русские 100 %) в 2002 году, 5 в 2010.